# Paměťová buňka

Tři druhy imunitní odpovědi; třetí z nich reprezentuje právě tu vyvolanou imunologickou pamětí - od infekce je sice již poměrně dávno, ale díky paměťovým buňkám je odpověď velmi pohotová

Paměťová buňka je označení pro bílé krvinky ze skupiny lymfocytů, které se v těle uchovávají po proběhnuté imunitní odpovědi. Zajišťují tím imunitní paměť: v praxi to znamená, že druhá (sekundární) infekce konkrétním patogenním organizmem vyvolá silnější a pohotovější odpověď, než primární infekce. K paměťovým buňkám patří paměťové B-lymfocyty a paměťové T-lymfocyty. První jmenované se definují mnohem snáze, protože se vzhledem značně liší od tzv. plazmatických B-lymfocytů, což jsou v podstatě továrny chrlící do okolí obrovské množství protilátek. Paměťové T-lymfocyty se od efektorových T-lymfocytů rozeznávají mnohem hůře. V obou případech však platí, že jsou tyto buňky přizpůsobeny k potírání konkrétního patogenního organizmu, jako je určitý druh bakterie nebo viru. Na paměťových buňkách je založeno mimo jiné očkování.